# Русский авангард

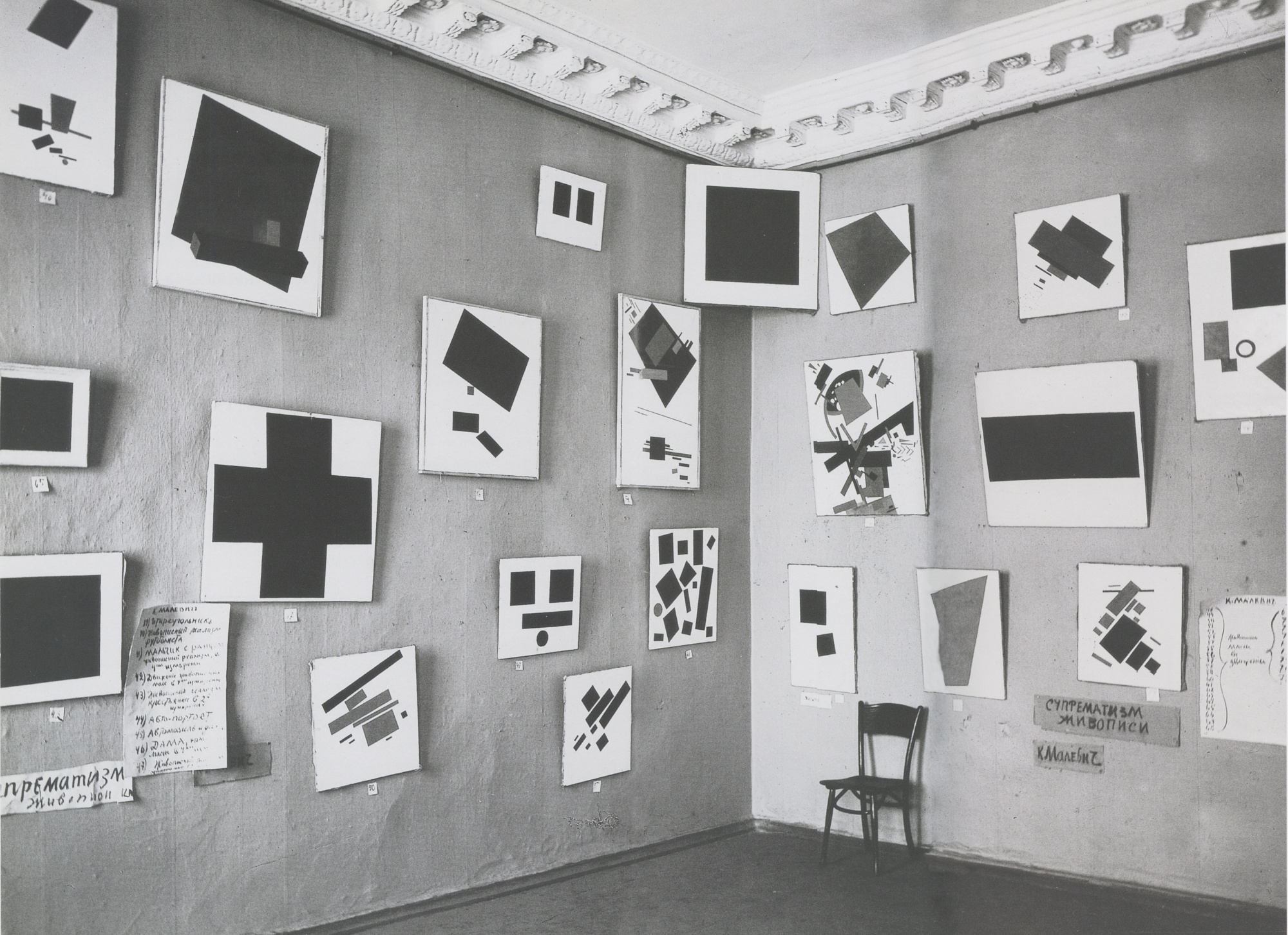
«Чёрный квадрат» и другие картины на выставке «0,10» (1915)

Русский авангард — одно из направлений искусства европейского авангарда, получившее развитие в России и СССР в 1900-е — 1930-е годы. Наивысшего расцвета русский авангард достиг в послереволюционный период 1917—1932 гг.
Родоначальником термина «русский авангард» считается художник и критик Александр Бенуа (1870—1960), который весной 1910 года разделил всех живописцев, участвовавших в выставке Союза русских художников, на авангард, центр и арьергард. Он иронически назвал авангардом членов художественного объединения «Бубновый валет», слишком далеко, по его мнению, зашедших вперед на пути разрушения принятых норм в искусстве.
Иногда к русскому авангарду также относят вторую волну русского авангарда середины 1950-х — конца 1980-х годов.

## Русский авангард визобразительном искусстве

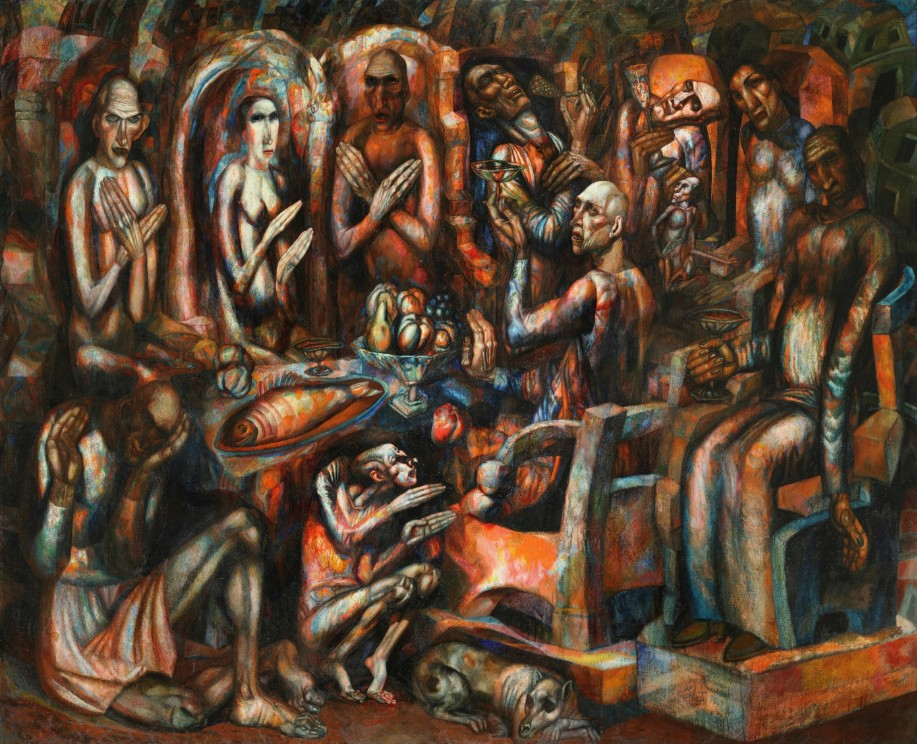
Павел Филонов. «Пир королей». 175×215, х.м., 1913. Государственный Русский музей

### Течения
- Абстракционизм
- Аналитическое искусство
- Конструктивизм
- Кубофутуризм (кубизм, футуризм)
- Лучизм
- Орфизм
- Супрематизм

### Представители
- Альтман, Натан Исаевич
- Баранов-Россине, Владимир Давидович
- Богомазов, Александр Константинович
- Бруни, Лев Александрович
- Бурлюк, Владимир Давидович
- Бурлюк, Давид Давидович
- Ган, Алексей Михайлович
- Генке-Меллер, Нина Генриховна
- Глебова, Татьяна Николаевна
- Гончарова, Наталья Сергеевна
- Гуро, Елена Генриховна
- Ермилов, Василий Дмитриевич
- Ермолаева, Вера Михайловна
- Зальцман, Павел Яковлевич
- Какабадзе, Давид Несторович
- Кандинский, Василий Васильевич
- Клуцис, Густав Густавович
- Клюн, Иван Васильевич
- Коган, Овсей Иосифович
- Комардёнков, Василий Петрович
- Конопацкий, Евгений Игнатьевич
- Кончаловский, Пётр Петрович
- Королёв, Борис Данилович
- Кудряшов, Иван Алексеевич
- Куприн, Александр Васильевич
- Купцов, Василий Васильевич
- Курзин, Михаил Иванович
- Лабас, Александр Аркадьевич
- Ларионов, Михаил Фёдорович
- Ле-Дантю, Михаил Васильевич
- Лентулов, Аристарх Васильевич
- Лепорская, Анна Александровна
- Лисицкий, Лазарь Маркович
- Лысенко, Василий Александрович
- Магарил, Евгения Марковна
- Малевич, Казимир Северинович
- Мансуров, Павел Андреевич
- Матюшин, Михаил Васильевич
- Машков, Илья Иванович
- Медунецкий, Константин Константинович
- Меллер, Вадим Георгиевич
- Мильман, Адольф Израилевич
- Минчин, Абрам
- Никритин, Соломон Борисович
- Осмёркин, Александр Александрович
- Паин, Яков Соломонович
- Певзнер, Наум Борисович
- Пенсон, Макс Захарович
- Попова, Любовь Сергеевна
- Порет, Алиса Ивановна
- Пуни, Иван Альбертович
- Редько, Климент Николаевич
- Ремизов, Алексей Михайлович
- Родченко, Александр Михайлович
- Розанова, Ольга Владимировна
- Стенберг, Владимир Августович
- Стенберг, Георгий Августович
- Степанова, Варвара Фёдоровна
- Стерлигов, Владимир Васильевич
- Татлин, Владимир Евграфович
- Удальцова, Надежда Андреевна
- Фальк, Роберт Рафаилович
- Фейгин, Моисей Александрович
- Филонов, Павел Николаевич
- Фонвизин, Артур Владимирович
- Хидекель, Лазарь Маркович
- Цыбасов, Михаил Петрович
- Чашник, Илья Григорьевич
- Шагал, Марк Захарович
- Шевченко, Александр Васильевич
- Школьник, Иосиф Соломонович
- Штеренберг, Давид Петрович
- Штюрцваге, Леопольд Фридрихович
- Экстер, Александра Александровна
- Юдин, Лев Александрович
- Якулов, Георгий Богданович

### Выставки

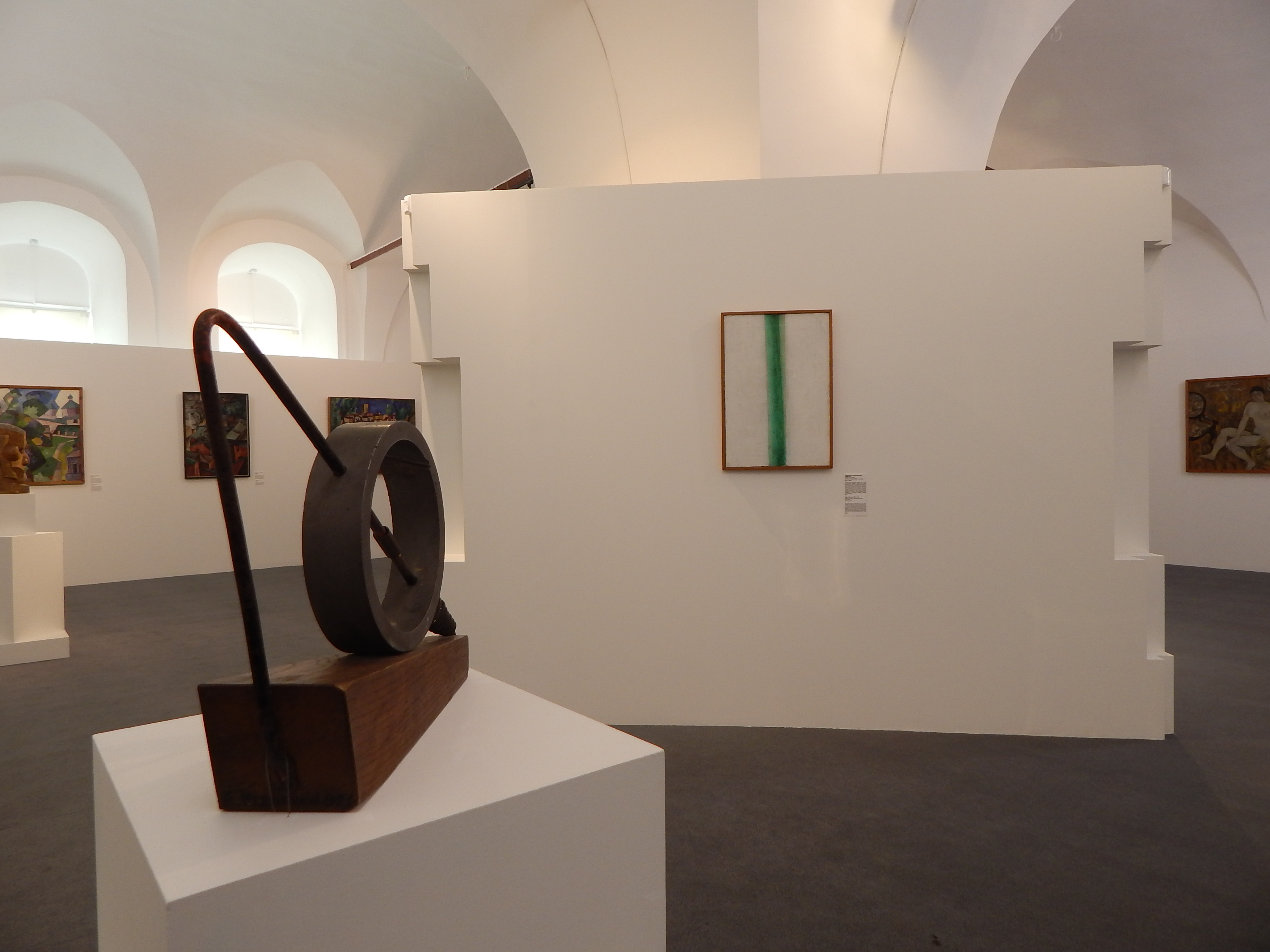
Выставка «Хвост кометы» в «Ростовском кремле» (2019)

- 1981—1982 — «Авангард в России» (из коллекции Георгия Костаки) (Нью-Йорк, Музей Соломона Гуггенхайма). Сенсационная выставка, организованная директором музея Томасом Мессером, фактически открывшая западу русский авангард.
- 1999 — «Organica. The non-objective world of nature in the Russian Avant-garde» / «Органика. Беспредметный мир природы в русском авангарде XX века» (Кёльн)[2]
- 1999—2000 — «Амазонки авангарда» (Нью-Йорк — Берлин — Бильбао — Москва; кураторы Джон Эллис Боулт, Зельфира Трегулова)
- 2000—2001 — «Революция в живописи. Кандинский, Малевич и русский авангард» (США — 4 города)
- 2001 — «Органика. Новая мера восприятия природы художниками русского авангарда XX века» (Москва)[3]
- 2001 — «Русский авангард» (Буэнос-Айрес)
- 2012 — «Русский авангард» (Палермо — Рим)
- 2013—2014 — «Казимир Малевич и русский авангард» (Амстердам — Бонн — Лондон; куратор Зельфира Трегулова)
- 2014 — «Золотой век русского авангарда» (Москва… Питер Гринуэй, Саския Боддеке)
- 2018—2023 — «Хвост кометы». Произведения «левых» художников начала XX века в собрании музея «Ростовский кремль» (Ростов)

### Экспертиза произведений живописи русского авангарда
До 1970-х годов экспертами и специалистами по русскому авангарду были сами коллекционеры. В 1970-х годах, с возникновением большого интереса к русскому авангарду, экспертами стали известные искусствоведы, занимавшиеся русским авангардом — Евгений Ковтун, Алла Повелихина, Дмитрий Сарабьянов, Глеб Поспелов и другие.
В 1990-е годы на русский авангард (как и на русское искусство в целом) резко выросли цены, что повлекло за собой возникновение рынка русского авангарда и, одновременно, появление огромного количества подделок («фальшаков»). В это же время появился институт экспертизы и профессия эксперта русского авангарда.
В 2017 году после скандала с предположительно фальшивыми дарами князя Никиты Лобанова-Ростовского Государственный музей-заповедник «Ростовский кремль» начал масштабное исследование своего собрания русского авангарда, включая знаменитую картину Ольги Розановой «Зелёная полоса». Экспертиза показала, что ростовская «Зелёная полоса» является подлинником, в то время как два полотна (К. Малевича и Л. Поповой) из коллекции музея в Ростове — подделки, выполненные в начале 1970-х годов, а их оригиналы были похищены и находятся в зарубежных музеях. В связи с начатым расследованием в Ростове возникло предположение, что находящаяся за рубежом и похожая на ростовскую картина «Зелёная полоса» из коллекции Костаки является поддельной копией одноимённой картины из ростовского музея. По мнению ростовских музейщиков, в коллекцию Костаки попала подделка, подменить которой оригинал злоумышленникам не удалось.

### Контрабанда
Персоналии:
- Гуткина, Евгения Борисовна
- Поташинский, Моисей Залманович

## Русский авангард в архитектуре

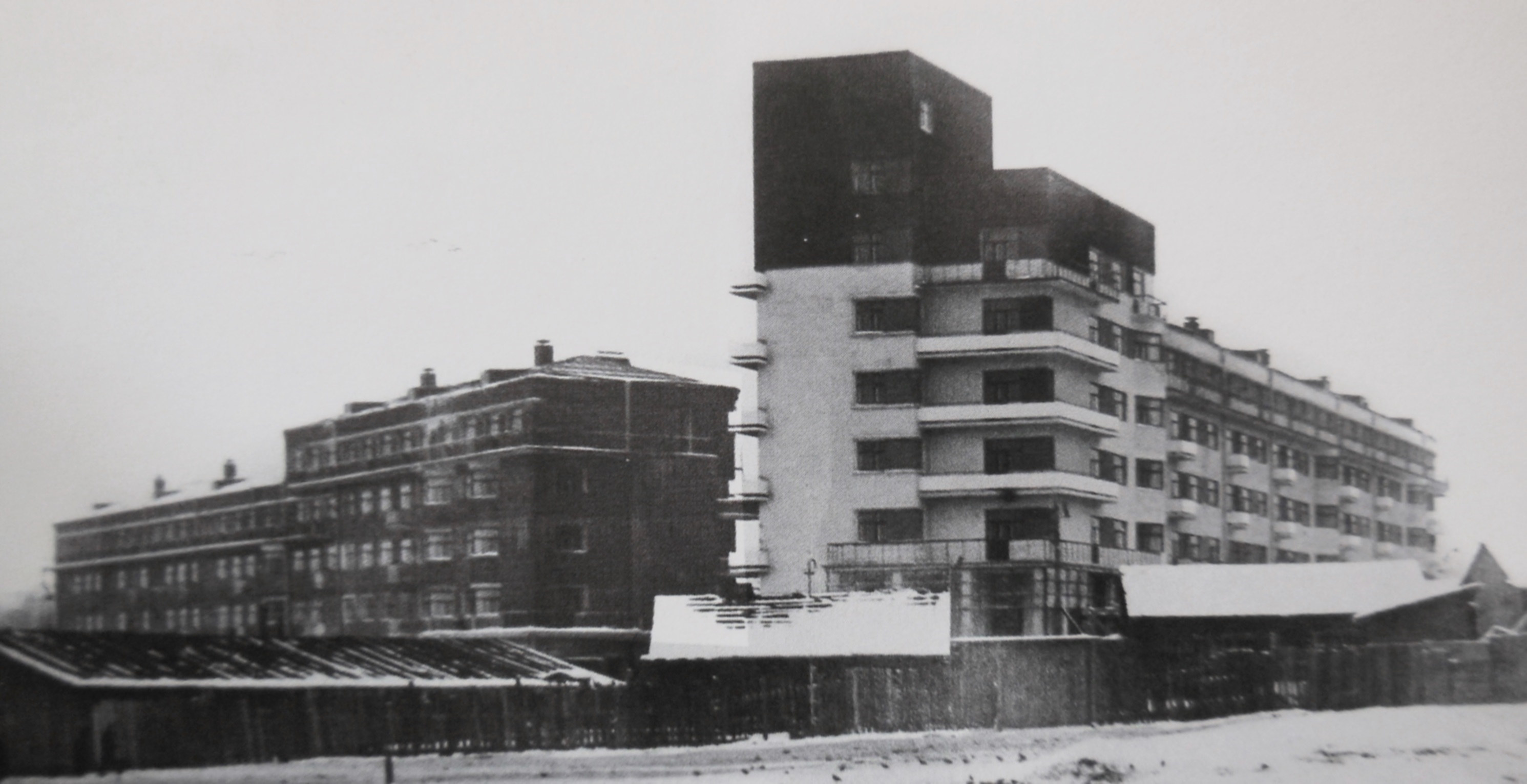
Дом-корабль архитектора Д. Ф. Фридмана в городе Иваново (1929)

Архитектура советского авангарда — модернистское направление архитектуры Советской России и СССР в 1920 — начале 1930-х годов, наиболее известным течением которого является конструктивизм. Помимо него существовали и другие течения, например, рационализм, представленный Ассоциацией новых архитекторов и Объединением архитекторов-урбанистов. Сооружения некоторых архитекторов-авангардистов, таких как Константин Мельников, имеют признаки разных течений.

### Течения и представители
Конструктивизм
- Абросимов, Павел Васильевич
- Антонов, Иван Павлович
- Бабыкин, Константин Трофимович
- Барщ, Михаил Осипович
- Буров, Андрей Константинович
- Вакс, Иосиф Александрович
- Валенков, Георгий Павлович
- Веснин, Александр Александрович
- Веснин, Виктор Александрович
- Веснин, Леонид Александрович
- Владимиров, Владимир Михайлович
- Гегелло, Александр Иванович
- Гинзбург, Моисей Яковлевич
- Голубев, Георгий Александрович
- Голосов, Илья Александрович
- Голосов, Пантелеймон Александрович
- Горшков, Александр Борисович
- Грузенберг, Сергей Николаевич
- Гуминер, Яков Моисеевич
- Демков, Николай Фёдорович
- Домбровский, Сигизмунд Владиславович
- Емельянов, Владимир Владимирович
- Жеманов, Николай Иванович
- Зазерский, Алексей Иванович
- Запорожец, Иван Кузьмич
- Каценеленбоген, Тамара Давыдовна
- Князев, Иван Иванович
- Кричевский, Давид Львович
- Коротков, Евгений Николаевич
- Лавров, Георгий Лаврентьевич
- Лангбард, Иосиф Григорьевич
- Левинсон, Евгений Адольфович
- Леонидов, Иван Ильич
- Лялин, Олег Леонидович
- Мельников, Константин Степанович
- Милютин, Николай Александрович
- Мунц, Владимир Оскарович
- Никольский, Александр Сергеевич
- Овсянников, Сергей Осипович
- Оль, Андрей Андреевич
- Оранский, Пётр Васильевич
- Парамонов, Валерий Павлович
- Претро, Ипполит Александрович
- Рейшер, Моисей Вениаминович
- Симонов, Григорий Александрович
- Соколов, Вениамин Дмитриевич
- Троцкий, Ной Абрамович
- Тумбасов, Арсений Михайлович
- Фомин, Игорь Иванович
- Фридман, Даниил Федорович
- Хряков, Александр Фёдорович
- Чернихов, Яков Георгиевич
- Шефлер, Бела Михайлович
- Югов, Иван Алексеевич
- Явейн, Игорь Георгиевич
- Якушко, Герасим Васильевич

Рационализм
- Балихин, Виктор Степанович
- Докучаев, Николай Васильевич
- Кринский, Владимир Фёдорович
- Крутиков, Георгий Тихонович
- Ладовский, Николай Александрович
- Лисицкий, Лазарь Маркович
- Лолейт, Артур Фердинандович
- Мельников, Константин Степанович
- Рухлядев, Алексей Михайлович

## Русский авангард в литературе

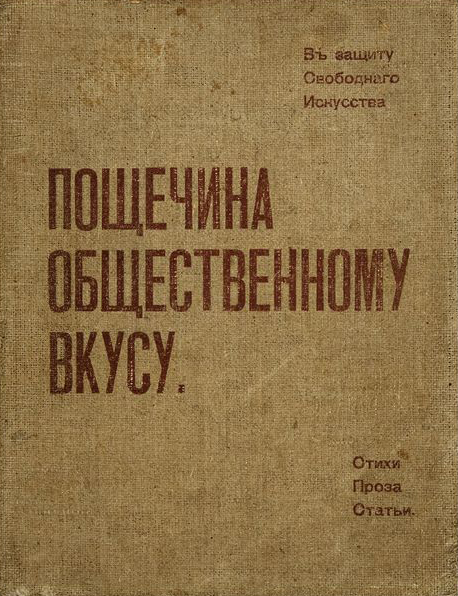
Обложка литературного сборника футуристов «Пощёчина общественному вкусу», 1912

### Течения и представители
Конструктивизм
- Агапов, Борис Николаевич
- Адуев, Николай Альфредович
- Аксёнов, Иван Александрович
- Асанов, Николай Александрович
- Асмус, Валентин Фердинандович
- Багрицкий, Эдуард Георгиевич
- Габрилович, Евгений Иосифович
- Гаузнер, Григорий Осипович
- Зелинский, Корнелий Люцианович
- Инбер, Вера Михайловна
- Квятковский, Александр Павлович
- Лавров, Леонид Алексеевич
- Луговской, Владимир Александрович
- Митрейкин, Константин Никитич
- Наркевич, Александр Юлианович
- Панов, Николай Николаевич
- Розанов, Михаил Григорьевич)
- Сельвинский, Илья Львович
- Ушаков, Николай Николаевич
- Цвелёв, Василий Алексеевич
- Чичерин, Алексей Николаевич

ОБЭРИУ
- Бахтерев, Игорь Владимирович
- Вагинов, Константин Константинович
- Введенский, Александр Иванович
- Владимиров, Юрий Дмитриевич
- Заболоцкий, Николай Алексеевич
- Левин, Дойвбер
- Хармс, Даниил Иванович

Футуризм

Кубофутуризм:

- Бурлюк, Давид Давидович
- Бурлюк, Николай Давидович
- Гуро, Елена Генриховна
- Каменский, Василий Васильевич
- Кручёных, Алексей Елисеевич
- Лившиц, Бенедикт Константинович
- Маяковский, Владимир Владимирович
- Хлебников, Виктор Владимирович

Эгофутуризм:

- Иванов, Георгий Владимирович
- Ивнев, Рюрик
- Игнатьев, Иван Васильевич
- Кокорин, Павел Михайлович
- Ларионов, Петр Андреевич
- Лукаш, Иван Созонтович
- Олимпов, Константин Константинович
- Северянин, Игорь
- Третьяков, Сергей Михайлович
- Ховин, Виктор Романович
- Шершеневич, Вадим Габриэлевич
- Широков, Павел Дмитриевич

Имажинизм:

- Афанасьев-Соловьёв, Иван Иванович
- Грузинов, Иван Васильевич
- Есенин, Сергей Александрович
- Кусиков, Александр Борисович
- Мариенгоф, Анатолий Борисович
- Моносзон, Лев Исаакович
- Полоцкий, Семён Захарович
- Ричотти, Владимир
- Ройзман, Матвей Давидович
- Чернов, Леонид Кондратьевич
- Шершеневич, Вадим Габриэлевич
- Шмерельсон, Григорий Бенедиктович
- Эрдман, Николай Робертович
- Эрлих, Вольф Иосифович

## Русский авангард в музыке

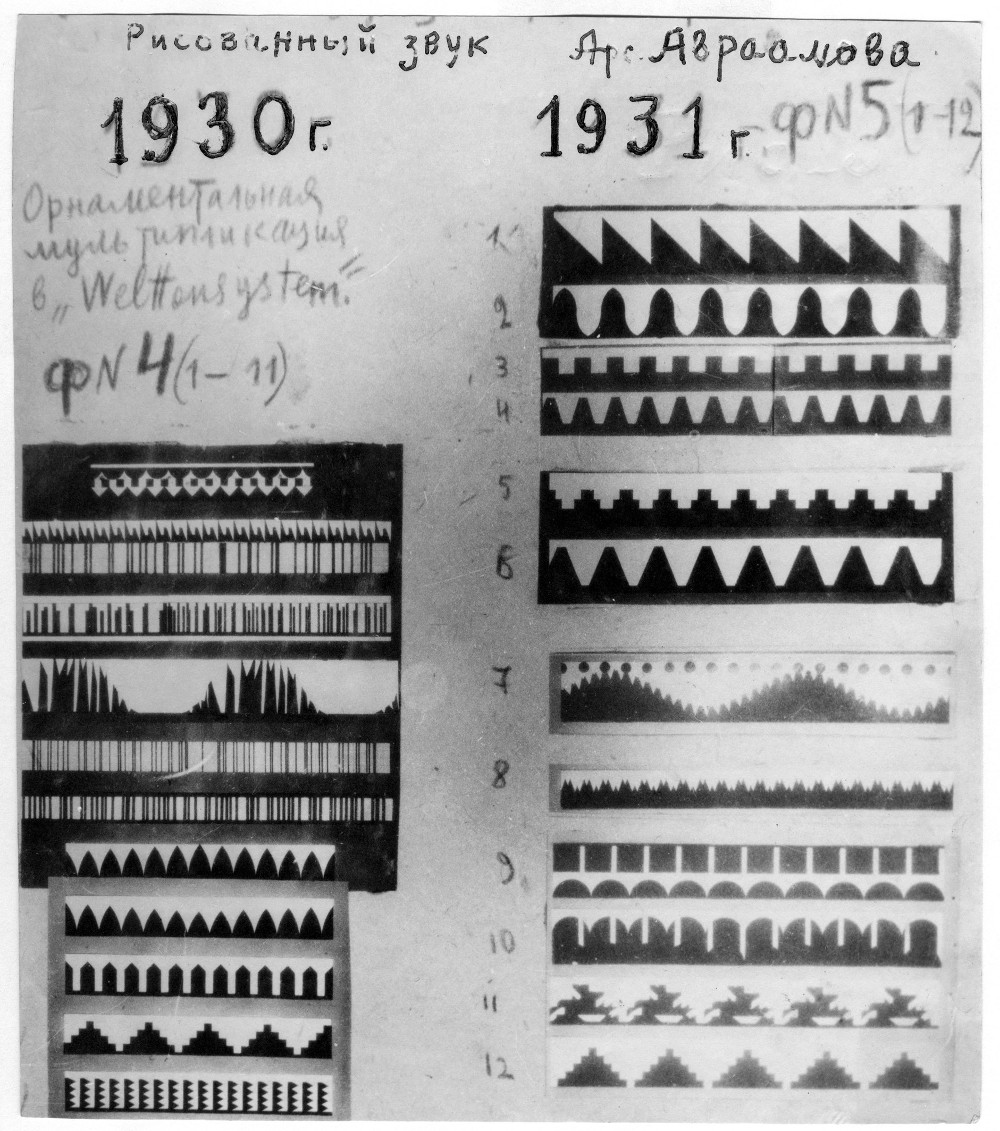
«Рисованный звук» композитора А. М. Авраамова, 1930—1931

### Представители
- Авраамов, Арсений Михайлович
- Дешевов, Владимир Михайлович
- Животов, Алексей Семёнович
- Лурье, Артур Сергеевич
- Матюшин, Михаил Васильевич
- Мосолов, Александр Васильевич
- Обухов, Николай Борисович
- Половинкин, Леонид Алексеевич
- Попов, Гавриил Николаевич
- Прокофьев, Сергей Сергеевич
- Рославец, Николай Андреевич
- Скрябин, Александр Николаевич
- Стравинский, Игорь Фёдорович
- Шостакович, Дмитрий Дмитриевич

## Русский авангард в театре

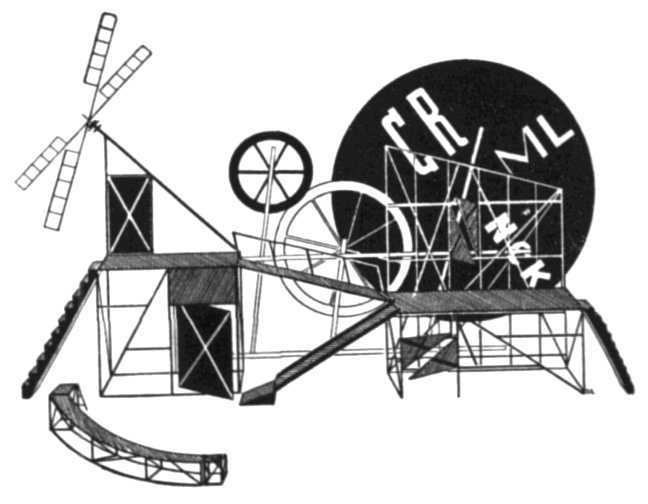
Эскиз декораций спектакля В. Э. Мейерхольда «Великодушный рогоносец» (1922)

### Представители
- Вахтангов, Евгений Багратионович
- Евреинов, Николай Николаевич
- Мейерхольд, Всеволод Эмильевич
- Станиславский, Константин Сергеевич
- Таиров, Александр Яковлевич
- Фореггер, Николай Михайлович

## Русский авангард в кинематографе

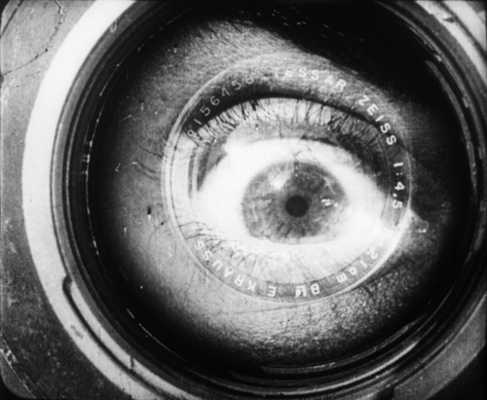
Кадр из фильма Дзиги Вертова «Человек с киноаппаратом» (1929)

### Представители
- Беляков, Иван Иванович
- Вертов, Дзига
- Довженко, Александр Петрович
- Кауфман, Михаил Абрамович
- Козинцев, Григорий Михайлович
- Кулешов, Лев Владимирович
- Пудовкин, Всеволод Илларионович
- Свилова, Елизавета Игнатьевна
- Трауберг, Леонид Захарович
- Шуб, Эсфирь Ильинична
- Эйзенштейн, Сергей Михайлович

## Исследователи
- Баснер, Елена Вениаминовна
- Боулт, Джон Эллис
- Гурьянова, Нина Альбертовна
- Дуглас, Шарлотта
- Жадова, Лариса Алексеевна
- Карасик, Ирина Нисоновна
- Ковтун, Евгений Фёдорович
- Костаки, Георгий Дионисович
- Мислер, Николетта
- Повелихина, Алла Васильевна
- Поспелов, Глеб Геннадьевич
- Пушкарёв, Василий Алексеевич
- Савицкий, Игорь Витальевич
- Сарабьянов, Андрей Дмитриевич
- Сарабьянов, Дмитрий Владимирович
- Хан-Магомедов, Селим Омарович
- Харджиев, Николай Иванович

## Музеи
- Государственный Русский музей в Санкт-Петербурге.
- Новая Третьяковка в Москве.

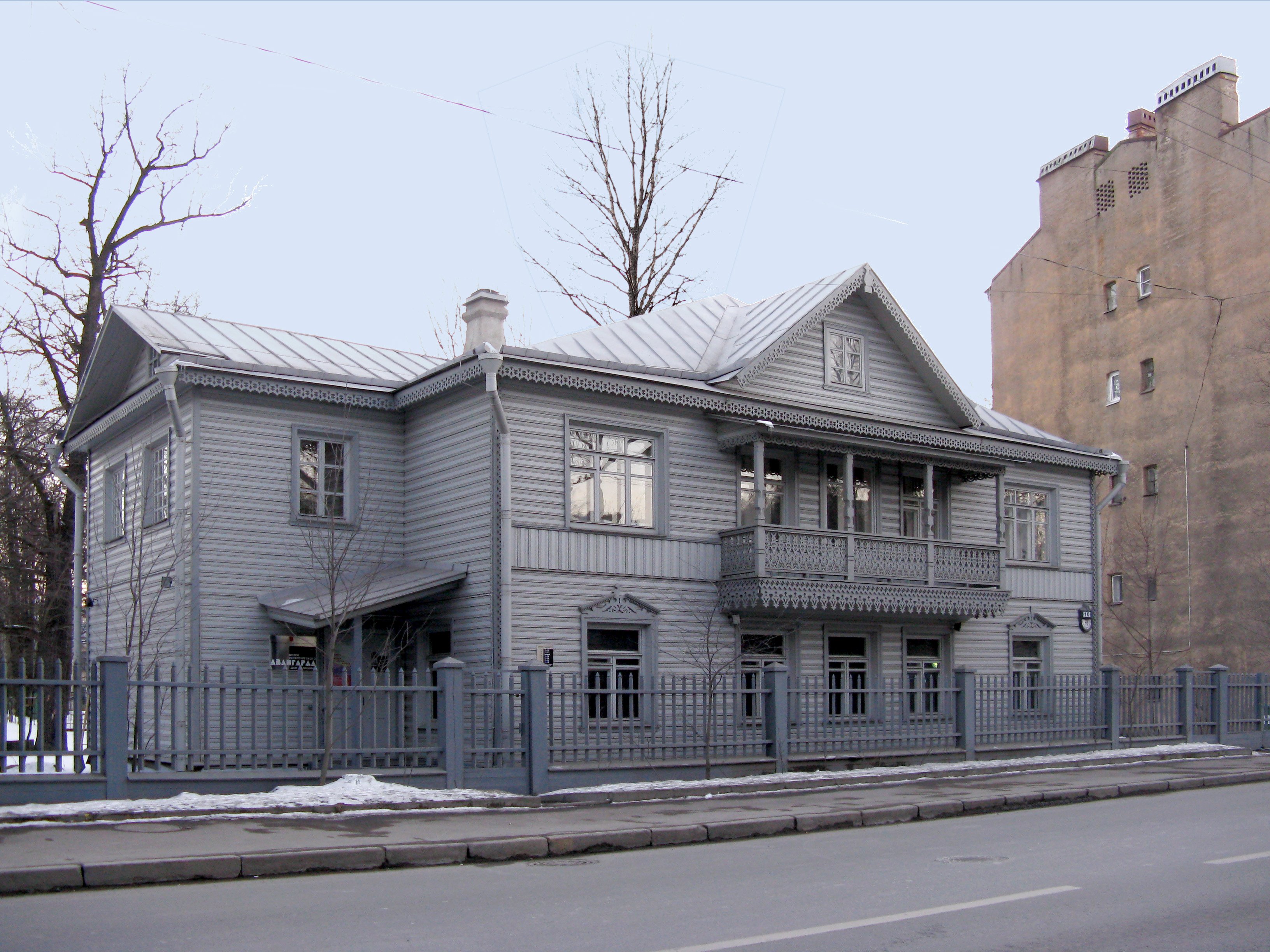
Дом Матюшина, в котором ныне находится Музей петербургского авангарда

- Государственный музей искусств имени И. В. Савицкого в Нукусе — городе в Узбекистане, столице Республики Каракалпакстан. Здесь хранится крупная коллекция русского авангарда, собранная художником и первым директором музея Игорем Савицким.
- Музей живописной культуры — существовал в Москве с рубежа 1918—1919 годов по 1929 год. Неофициально признан первым музеем русского авангарда. Для посетителей экспозиция была открыта в 1920 году в бывшем особняке князей Голицыных по адресу улица Волхонка, 14. В дальнейшем до закрытия еще трижды менял местонахождение.
- Музей петербургского авангарда — двухэтажное деревянное здание, бывший дом авангардистов супругов Михаила Матюшина и Елены Гуро. Является филиалом Государственного музея истории Санкт-Петербурга, созданным в 2006 году. Мемориальное и научно-исследовательское учреждение Санкт-Петербурга, занимающееся сохранением наследия российского авангарда, его изучением и популяризацией. Большая часть экспозиции освещает исторический период авангарда в творчестве футуристов 1910—1920-х годов. памятник архитектуры
- Музей органической культуры — художественный музей Коломны, посвященный искусству российского авангарда. Расположен в усадьбе, построенной в 1815 году дворянами Ананьиными. Восстановлен в 2011 году как памятник деревянного зодчества XIX века. Музей состоит из трёх подразделений: Музей искусств XX—XXI веков, Музей российской фотографии, Музей традиции. Каждое подразделение имеет самостоятельную значимость, но в целом они дают представление об органике — одном из течений в искусстве. В постоянной экспозиции Музея искусств XX—XXI веков находятся работы Михаила Матюшина и Елены Гуро, ключевых фигур так называемой органической культуры. памятник архитектуры
- Государственный музей Константина и Виктора Мельниковых — филиал Государственного музея архитектуры имени Алексея Щусева, открывшийся в 2014 году в доме архитектора Мельникова. Здание представляет собой памятник русского авангарда 1920-х годов, возведённый в цилиндрической форме по проекту архитектора Константина Мельникова. В экспозиции представлены материалы по истории российского конструктивизма — ветви течения авангарда в графике, сценографии и архитектуре. памятник архитектуры
- Музей авангарда на Шаболовке, Москва. Открыт в 2017 году. Находится по адресу Серпуховской Вал, 24.
- Центр авангарда, Екатеринбург. Экспозиция размещается в Музее истории Екатеринбурга, Дом Гостяжпромурала, проспект Ленина, 52. Создан на грант, полученный от Фонда Владимира Потанина в 2017 году.
- Центр авангарда — выставочная площадка Еврейского музея и центра толерантности в Москве. Располагается в здании Бахметьевского гаража, построенного по проекту архитектора Константина Мельникова и инженера Владимира Шухова в конце 1920-х годов. Размещается на улице Образцова, 19А. Является памятником архитектуры советского авангарда. памятник архитектуры.

## Цитаты
Русский авангард мне представляется более фундаментальным, глобальным, мессианским. Европейский в разных странах разный, но в целом более технологичный. Это относится как к живописному, так и литературному авангарду. Приведу такой пример. Году, кажется, в 83-м в Москве открылась выставка «Москва — Париж». И вот там на фоне знаменитейших французских художников были две или три картины Павла Филонова. Всё погасло — весь цвет французской живописи. Такого художника, как Филонов, просто не было ни в одном авангарде европейском. Недавно я разговаривал с моим приятелем, очень хорошим немецким поэтом. Он мне: «Немецкий авангард слабый». А я, между прочим, высоко ценю немецкий дадаизм. И привожу ему примеры. Он мне одним ударом: «Ну у нас же не было Хлебникова». — Сергей Бирюков

### Альбомы, монографии, сборники статей
- Gray Camilla. The Great Experiment: Russian Art 1863—1932. — New York, 1962.
- Из истории советской архитектуры. Документы и материалы. 1917—1925 / Сост., авт. вступ. ст. В. Э. Хазанова; отв. ред. К. Н. Афанасьев. — М.: Издательство Академии наук СССР, 1963. — 250 с.
- Anfänge des russischen Futurismus / Hrsg. von D. Tschiž ewskij. — Wiesbaden: Otto Harassowitz, 1963. — 122 S.
- Markov V. Russian futurism: A history. — Berkeley and Los Angeles: University of California Press, 1968. — 467 p.
- Kopp Anatole. Town and Revolution: Soviet Architecture and City Planning. 1917—1935 / Translator Thomas E. Burton. — London, 1970.
- Хазанова В. Э. Советская архитектура первых лет Октября. 1917—1925 / Академия наук СССР, Институт истории искусств Министерства культуры СССР. — М.: Наука, 1970. — 214 с.
- Barooshian V. D. Russian cubo-futurism 1910-1930: A study in Avant-Gardism. — The Hague; Paris: Mouton, 1974. — 176 p.
- Russian Art of the Avant-Garde. Theory and Criticism 1902—1934 / Ed. by John E. Bowlt. — New York, 1976.
- Shadowa Larissa A. Suche und Experiment. Russische und sowjetische Kunst 1910 bis 1930. — Dresden: VEB Verlag der Kunst Dresden, 1978. — 372 p.
- Хазанова В. Э. Советская архитектура первой пятилетки. — М.: Наука, 1980. — 364 с. — 5900 экз.
- Zhadova L. Malevich. Suprematism and Revolution in Russian Art 1910—1930. — London: Thames and Hudson, 1982.
- Russische Avantgarde. Vom Primitivismus zum Konstruktivismus / Hrsg. von Bodo Zelinsky. — Bonn, 1983.
- Из истории советской архитектуры 1926-1932 гг.: Документы и материалы. Рабочие клубы и дворцы культуры, Москва / Составитель В. Э. Хазанова; отв. ред. К. Н. Афанасьев. — М.: Наука, 1984. — 139 с.
- Gray Camilla, Burleigh-Motley Marian. The Russian experiment in art, 1863—1922. — London: Thames and Hudson, 1986.
- Krieger V. Von der Ikone zur Utopie. Kunstkonzepte der russischen Avantgarde. — Köln, Weimar, Wien, 1988.
- Авангард, остановленный на бегу: [Альбом] / Авт.-сост. С. М. Турутина и др.; авт. статей Е. Ф. Ковтун и др.. — Л.: Аврора, 1989. — 283 с.
- Ковтун Е. Ф. Русская футуристическая книга. — М.: Книга, 1989.
- Кузминский К., Янечек Д., Очеретянский А. Забытый авангард: Россия, первая треть XX столетия: Сб. справочных и теоретических материалов. — Wien: Wiener Slawistisher Almanac, [1989]. — Т. 1. — 335 с.
- Страницы истории советской художественной культуры, 1917—1932 / АН СССР, ВНИИ искусствознания Министерства культуры СССР; Отв. ред. А. Я. Зись. — М.: Наука, 1989. — 258 с. с.
- Glossarium der russischen Avantgarde / Hrsg. von A. Flaker. — Graz, Wien: Droschl, 1989. — 548 S.
- L'avant-garde russe et la synthèse des arts / Ed. par Gérard Conio. — Lausanne, 1990.
- Jaccard J.-Ph. Daniil Harms et la fin de l’avant-garde russe. — Bern: Peter Lang, 1991. — (Slavica Helvetica).
- Заумный футуризм и дадаизм в русской культуре / Под редакцией Луиджи Магаротто, Марцио Марцадури, Даниелы Рицци. — Bern, Berlin, Frankfurt/М., New York, Paris, Wien: Peter Lang, 1991.
- Наков А. Русский авангард = L'avant-garde russe / Пер. с фр. Е. М. Титаренко. — М.: Искусство, 1991. — 192 с. — 25 000 экз. — ISBN 5-210-02162-9.
- Повелихина Алла, Ковтун Евгений. Русская живописная вывеска и художники авангарда. — Л.: Аврора, 1991. — 200 с. — 2000 экз. — ISBN 5-7300-0274-2.
- Неизвестный русский авангард в музеях и частных собраниях / Авт.-сост. А. Д. Сарабьянов. — М.: Советский художник, 1992. — 352 с. — 20 000 экз. — ISBN 5-269-00326-0.
- Cohen Jean-Louis. Le Corbusier and the Mystique of the USSR, Theories and Projects for Moscow, 1928—1936. — Princeton: Princeton University Press, 1992.
- Русский авангард в кругу европейской культуры: Материалы международной конференции. — М.: РАН, Культурная инициатива, 1993.
- Очеретянский А., Янечек Дж., Крейд В. Забытый авангард: Россия: Первая треть XX столетия. — Нью-Йорк, СПб.: [Б. и.], 1993. — Т. 2: Новый сборник справочных и теоретических материалов. — 278 с.
- Сидорина Е. В. Сквозь весь двадцатый век. Художественно-проектные концепции русского авангарда. — М.: ВИНИТИ, 1994. — 373 с.
- Хазанова В. Э. Клубная жизнь и архитектура клуба: В 2 т. / Государственный институт искусствознания, Министерство культуры Российской Федерации. — М.: РИИ, 1994.
- Жаккар Ж.-Ф. Даниил Хармс и конец русского авангарда / Перевод с французского Ф. А. Петровской; Научный редактор В. Н. Сажин. — СПб.: Академический проект, 1995. — 472 с. — ISBN 5-7331-0050-8.
- Marcadé Jean-Claude. L'avant-garde russe, 1907—1927. — Flammarion, 1995. — 479 p. — (Tout l'art). — ISBN 208010179X, 978-2080101792.
- Мириманов В. Б. Русский авангард и эстетическая революция XX века: Другая парадигма вечности. — М.: РГГУ, 1995. — 64 с. — (Чтения по истории и теории культуры / РГГУ, ИВГИ; Вып. 13).
- Сидорина Е. В. Русский конструктивизм: Идеи, истоки, практика. — М.: [Б. и.], 1995. — 240 с.
- Laboratory of Dreams: The Russian Avant-Garde and Cultural Experiment / Ed. by J. E. Boult and O. Matich. — Stanford: Stanford University Press, 1996. — P. 360.
- Roberts G. The Last Soviet Avant-garde: OBERIU — fact, fiction, metafiction. — Cambridge University Press, 1997. — 274 p. — ISBN 0-521-48283-6.
- Русский авангард и Брянщина / Составление и предисловие М. Е. Белодубровского. — Брянск: Издательство БГПУ, 1998.
- Сахно И. М. Русский авангард: живописная теория и поэтическая практика. — М.: Диалог-МГУ, 1999. — 351 с.
- Русский авангард 1910—1920-х годов в европейском контексте / Отв. ред. Г. Ф. Коваленко. — М.: Наука, 2000. — ISBN 5-02-011659-9.
- Дёготь Екатерина. Русское искусство XX века: История русского искусства. Книга третья. — М.: Трилистник, 2000. — 224 с. — 2000 экз. — ISBN 5-89480-031-5.
- Хазанова Вигдария. Клубная жизнь и архитектура клуба. 1917—1941 / Государственный институт искусствознания, Министерство культуры Российской Федерации. — М.: Жираф, 2000. — 159 с. — (Avant Garde). — 1500 экз. — ISBN 5-89832-013-X.
- Русский авангард. Проблемы репрезентации и интерпретации: Сборник по материалам конференции, посвящённой выставке «Музей в музее. Русский авангард из коллекции Музея художественной культуры в собрании Государственного Русского музея» (Санкт-Петербург, Русский музей, 1998) / Сост. И. Карасик; Ред. А. Лакс. — СПб.: Palace Editions, 2001. — 272 с.
- Шатских А. С. Витебск. Жизнь искусства. 1917—1922. — М.: Языки русской культуры, 2001. — 256 с. — 2000 экз. — ISBN 5-7859-0117-X.
- Бирюков С. Е. Поэзия русского авангарда. — М.: ЛИА «Руслана Элинина», 2001. — 280 с. — ISBN 5-86280-058-1.
- Abstraction in Russia: XX Century (подарочный комплект из 2-х книг): Государственный Русский музей. Альманах. № 17 / На русском и английском языках; ред. Евгения Петрова. — Государственный Русский музей, Palace Editions, 2001. — 814 с. — ISBN 5-93332-070-6, 3-935298-50-1.
- Чёрный квадрат над Чёрным морем: Материалы к истории авангардного искусства Одессы. XX век / Составители Е. М. Голубовский, Т. В. Щурова; Главный редактор О. Ф. Ботушанская. — Одесса, 2001.
- Крусанов Андрей. Русский авангард: 1907—1932 (Исторический обзор): В 3 т. — М.: Новое литературное обозрение, 2003. — Т. 2. Футуристическая революция (1917—1921). Кн. 1. — 808 с. — 1500 экз. — ISBN 5-86793-246-X, 5-86793-217-6.
- Бобринская Е. А. Русский авангард: истоки и метаморфозы: [Сборник статей]. — М.: Пятая страна, 2003. — 302 с. — (Новейшие исследования русской культуры; Вып. 2). — ISBN 5-901250-11-7.
- Символизм в авангарде / Отв. ред., сост. Г. Ф. Коваленко. — М.: Наука, 2003. — 443 с. — (Искусство авангарда 1910—1920-х годов). — ISBN 5-02-022743-9.
- Русский авангард 1910—1920-х годов и проблема экспрессионизма / Отв. ред. Г. Ф. Коваленко; Государственный институт искусствознания Министерства культуры РФ. — М.: Наука, 2003. — (Искусство авангарда 1910—1920-х годов). — 1500 экз. — ISBN 5-02-006374-6.
- Валяева Мария. Морфология русской беспредметности. — М.: Виртуальная галерея, 2003. — 584 с. — 2000 экз. — ISBN 5-98181-001-7.
- Хан-Магомедов С. О. Конструктивизм — концепция формообразования. — М.: Стройиздат, 2003. — 576 с. — ISBN 5-274-01554-9.
- Котович Т. В. Энциклопедия русского авангарда. — Минск: Экономпресс, 2003. — 416 с. — 3000 экз. — ISBN 985-6479-30-4.
- «Бубновый валет» в русском авангарде / Авторы Фаина Балаховская, Владимир Круглов, Жан-Клод Маркадэ, Глеб Поспелов, Дмитрий Сарабьянов; переводчик Елена Лаванан; редактор Анна Лакс. — СПб.: Государственный Русский музей, Palace Editions, 2004. — 352 с. — (Государственный Русский музей. Альманах, № 92). — ISBN 5-93332-143-5, 3-935298-96-X.
- Грёзы о Востоке = Oriental dreams: русский авангард и шелка Бухары: [Каталог выставки] / Российская академия наук, Музей антропологии и этнографии (Кунсткамера); Под редакцией Е. А. Резвана. — СПб.: МАЭ РАН, 2006. — 219 с. — ISBN 978-5-88431-254-8.
- Харджиев Н. И. От Маяковского до Кручёных: Избранные работы о русском футуризме / Сост. С. Кудрявцев. — М.: Гилея, 2006. — 557 с. — 1500 экз. — ISBN 5-87987-038-3.
- Бобринская Е. А. Русский авангард: границы искусства. — М.: Новое литературное обозрение, 2006. — 304 с. — ISBN 5-86793-448-9.
- Мир вокруг нас: авангард и традиции в единстве и противоречии: [Круглый стол, связанный со 120-летием со дня рождения В. Хлебникова] / Никит. клуб; Редактор Н. М. Румянцева. — М.: [Б. и.], 2006. — 79 с. — (Россия в глобальной контексте: Цикл публичных дискуссий; Выпуск 25). — ISBN 5-8341-0077-5.
- Ласло Мохой-Надь и русский авангард: Статьи и пер. с венг. и нем. / Сост. С. Митурич; ред. Ю. Герчук. — М.: Три квадрата, 2006. — 296 с. — (artes et media). — 1000 экз. — ISBN 5-94607-062-2.
- Хан-Магомедов С. О. Супрематизм и архитектура (проблемы формообразования). — М.: Архитектура-С, 2007. — 520 с. — ISBN 978-5-9647-0139-2.
- Грыгар Моймир. Знакотворчество: Семиотика русского авангарда / Пер. с чешского М. Шерешевской, Е. Чебучевой, Г. Вириной. — СПб.: Академический проект, Издательство ДНК, 2007. — 519 с. — (Современная западная русистика. Т. 67). — 1000 экз. — ISBN 978-5-7331-0344-0.
- Поляков В. В.. Книги русского кубофутуризма. — 2-е изд., испр. и доп.. — М.: Гилея, 2007. — 551 с. — 1500 экз. — ISBN 5-87987-040-5.
- Боровков А. И. Заметки о русском авангарде. — М.: Любимая книга, 2007. — 206 с. — ISBN 978-5-903228-09-6.
- Пэр Ричард, Коэн Жан-Луи, Ламберт Филлис. Потерянный авангард. Русская модернистская архитектура 1922—1932: Фотоальбом. — М.: Татлин, 2007. — 348 с. — ISBN 938-5-903433-02-5.
- Юшкова О. А. Станция без остановки: Русский авангард. 1910—1920-е годы. — М.: Галарт, 2008. — 224 с. — 2000 экз. — ISBN 978-5-269-01054-0.
- Шатских А. С. Казимир Малевич и общество Супремус. — М.: Три квадрата, 2009. — 464 с. — 700 экз. — ISBN 978-5-94607-120-8.
- Авангард и идеология: русские примеры / Редактор Слободан Грубачич, редактор-составитель Корнелия Ичин. — Белград: Издательство филологического факультета Белградского университета, 2009. — 712 с. — 400 экз. — ISBN 978-86-86419-65-1.
- Regina Khidekel Homage to Diaghilev’s Enduring Legacy. NY, 2009
- Фещенко В. В. Лаборатория логоса: Языковой эксперимент в авангардном творчестве. — М.: Языки славянских культур, 2009. — 392 с. — ISBN 978-5-9551-0318-1.
- Юрова Л. Л. Русский Авангард в собрании Ярославского художественного музея / Russian Avant-Gard from the Collection Yaroslavl Art Museum / На русском и английском языках; Редактор Мария Валяева, переводчик Дмитрий Федосов. — М.: Северный паломник, 2009. — 168 с. — ISBN 978-5-94431-280-8.
- Крусанов Андрей. Русский авангард: 1907—1932 (Исторический обзор): В 3 т. — М.: Новое литературное обозрение, 2010. — Т. 1. Боевое десятилетие. Кн. 1. — 784 с. — 3000 экз. — ISBN 978-5-86793-769-0, 978-5-86793-771-3.
- Крусанов Андрей. Русский авангард: 1907—1932 (Исторический обзор): В 3 т. — М.: Новое литературное обозрение, 2010. — Т. 1. Боевое десятилетие. Кн. 2. — 1104 с. — 3000 экз. — ISBN 978-5-86793-770-6, 978-5-86793-771-3.
- Турчинская Е. Ю. Авангард на Дальнем Востоке: «Зелёная кошка», Бурлюк и другие. — СПб.: Алетейя, 2011. — 196 с. — 1000 экз. — ISBN 978-5-91419-174-7.
- Pare Richard, Tsantsanoglou Maria, Cohen Jean-Louis, u.a. Baumeister der Revolution. Sowjetische Kunst und Architektur 1915—1935. — Essen: Mehring Verlag, 2011. — ISBN 3886340961.
- Ettore Gualtiero Robbiani A Utopian Vision. Lazar Khidekel -the rediscovered Suprematist magazine AHEAD, Issue 3, Zurich, 2011
- Сидорина Е. В. Конструктивизм без берегов. Исследования и этюды о русском авангарде. — М.: Прогресс-Традиция, 2012. — 656 с. — ISBN 978-5-89826-365-2.
- Энциклопедия русского авангарда: Изобразительное искусство. Архитектура / Авторы-составители В. И. Ракитин, А. Д. Сарабьянов; Научный редактор А. Д. Сарабьянов. — М.: RA, Global Expert & Service Team, 2013. — Т. I: Биографии. А—К. — 528 с. — 2500 экз. — ISBN 978-5-902801-10-8.
- Энциклопедия русского авангарда: Изобразительное искусство. Архитектура / Авторы-составители В. И. Ракитин, А. Д. Сарабьянов; Научный редактор А. Д. Сарабьянов. — М.: RA, Global Expert & Service Team, 2013. — Т. II: Биографии. Л—Я. — 724 с. — 2500 экз. — ISBN 978-5-902801-11-5.
- Floating Worlds and Future Cities: The Genius of Lazar Khidekel, Suprematism and the Russian Avant-Garde. YIVO, Lazar Khidekel Society, NY 2013 Catalog: Regina Khidekel, editor and Chronology, Maria Kokkori and Alexander Bouras The Suprematist line: Kazimir Malevich and Lazar Khidekel , Gines Garrido Anti-Gravity urban visions for a new world Roman Khidekel From Visionary to Reality
- Чубаров Игорь. Коллективная чувственность: теории и практики левого авангарда. — М.: Издательский дом Высшей школы экономики, 2014. — 344 с.
- Ковтун Е. Ф. Русская футуристическая книга. — М.: РИП-холдинг, 2014. — 232 с. — 2000 экз. — ISBN 978-5-903190-66-9.
- Русский авангард и война. — Белград, 2014. — 300 экз.
- Сироткина И. Е. «Шестое чувство авангарда: танец, движение, кинестезия в жизни поэтов и художников» / Европейский университет в Санкт-Петербурге; Научный редактор А. А. Россомахин. — СПб.: Издательство ЕУСПб., 2014. — 208 с. — (AVANT-GARDE; выпуск 6). — ISBN 978-5-94380-176-1.
- 1913. «Слово как таковое»: К юбилейному году русского футуризма. Материалы международной научной конференции (Женева, 10–12 апреля 2013 г.) / Редактор Пётр Казарновский; Составление и научная редакция Жан-Филиппа Жаккара и Анник Морар. — СПб.: Издательство Европейского университета, 2015. — 544 с. — ISBN 978-5-94380-181-5.
- Pack Susan. Film Posters of the Russian Avant-Garde. — Taschen, 2017. — 520 p. — (Bibliotheca Universalis). — ISBN 9783836559485.
- Схейен Шенг. Авангардисты. Русская революция в искусстве 1917–1935 / Перевод с английского Е. Асоян. — М.: КоЛибри, Азбука-Аттикус, 2019. — 512 с. — ISBN 978-5-389-14356-2.

### Статьи
- Marshak Alexander. The Art of Russia That Nobody Sees // Life. — 1960, March 28. — P. 60—71.
- Grübel R. К прагматике литературных манифестов русского авангардизма // Umjetnost riječi: Časopis za znanost o književnosti. God. XXV (1981): Književnost — avangarda — revolucija. — Zagreb: Hrvatsko filološko društvo, 1981. — С. 59—75.
- Ковалёв Андрей. Существовал ли «русский авангард»? Тезисы по поводу терминологии // Вопросы искусствознания. — 1994. — № 1. — С. 123—130.
- Бобринская Е. Жест в поэтике раннего русского авангарда // Хармсиздат представляет. Авангардное поведение. — СПб., 1998. — С. 49—62.
- Азизян И. А. Итальянский футуризм и русский авангард // Искусствознание. 1/99. С. 300—329.
- Гурьянова Нина. Эстетика анархии в теории раннего русского авангарда // Поэзия и живопись: Сборник трудов памяти Н. И. Харджиева / Под ред. М. Б. Мейлаха и Д. В. Сарабьянова. — М.: Языки русской культуры, 2000. — С. 92—108.
- Адаскина Н. Л. Закат авангарда в России // Поэзия и живопись. Сборник трудов памяти Н. И. Харджиева  / Составление и общая редакция М. Б. Мейлаха и Д. В. Сарабьянова. — М.: Языки русской культуры, 2000. — С. 148—158.
- Карасик И. Н. Манифест в культуре русского авангарда // Поэзия и живопись: Сборник трудов памяти Н. И. Харджиева  / Составление и общая редакция М. Б. Мейлаха и Д. В. Сарабьянова. — М.: Языки русской культуры, 2000. — С. 129—138. — ISBN 5-7859-0074-2.
- Азизян И. А. Диалогизм в теоретической рефлексии лидеров русского авангарда // «0.10». Научно-аналитический информационный бюллетень Фонда К. С. Малевича. 2001. № 1.
- Замятин Д. Н. Географические образы русского авангарда // Человек. — 2003. — № 6.
- Иньшаков Александр. Об искусстве «находить самого себя». Портрет и автопортрет в творчестве художников авангарда // Искусствознание. — 2003. — № 2. — С. 320–335.
- Хазанова Вигдария. Архитектура СССР 1930-х годов // Люди и судьбы. XX век. Книга очерков  / Сост. и отв. ред. В. Е. Лебедева; редкол. В. Э. Хазанова и др.. — М.: Едиториал УРСС, 2005.
- Ильченко М. С. Уралмаш между «наследием» и «утопией»: архитектура авангарда в поисках языков описания // Неприкосновенный запас. — 2017. — № 4 (114).
- Сарафанова Н. В. «Цирковое искусство» русского авангарда: некоторые особенности поэтики В. В. Маяковского // Литература и театр. — Самара, 2006. С. 109—118.
- Andrew Spira. The Avant-Garde Icon: Russian Avant-Garde Art and the Icon Painting Tradition. Aldershot, Lund Humphries, 2008.
- Азизян И. А. Теоретическое осознание рождения авангарда и модернизма // Очерки истории и теории архитектуры Нового и Новейшего времени / Под. ред. И. А. Азизян. — СПб.: Коло, 2009. — 656 с. — ISBN 5-901841-56-3 °C. 288—376.
- Бобринская Е. А. Русский авангард как историко-культурный феномен // Авангард в культуре XX века (1900—1930 гг.): Теория. История. Поэтика: В 2 кн. / Под ред. Ю. Н. Гирина. — М.: ИМЛИ РАН, 2010. — Т. 2. — С. 5—65. — ISBN 978-5-9208-0363-4.
- Горячева Т. В. Утопии в искусстве русского авангарда: футуризм и супрематизм // Авангард в культуре XX века (1900—1930 гг.): Теория. История. Поэтика: В 2 кн. / Под ред. Ю. Н. Гирина. — М.: ИМЛИ РАН, 2010. — Т. 2. — С. 66—138. — ISBN 978-5-9208-0363-4.
- Dmitry Kozlov Review on «Lazar Khidekel» by S. O. Khan-Magomedov. NRS, New York, 2008
- Ильченко М. С. Советская авангардная архитектура глазами постсоветского человека // Каталог 2-й Уральской индустриальной биеннале современного искусства. Екатеринбург, 2012.
- Бруни Лев, Хлебникова Вероника. Андрей Сарабьянов: Авангард был временем невероятных открытий // Однако. — 2011. — 29 октября.
- Михаил Карасик. Оммаж Хидекелю — литографские этюды. Санкт-Петербург: Издательство М. К., 2012.
- Gines Garrido. Cuidades aereas. Visions of Lazar Khidekel. Arquitectura Viva 153. 6/13, p. 58 — 61б
- Богданова Н. А. Пространство и время в искусстве Средневековья и русского авангарда // Третьяковские чтения. 2012: Материалы отчетной научной конференции  / Научный редактор Л. И. Иовлева; редколлегия: Л. И. Иовлева, Т. В. Юденкова. — М.: СПМ-Индустрия, 2013. — С. 276—284.
- Lazar Khidekel at Pushkin House, London by Edwin Heathcote, July 18, 2014 — Financial Times.
- Cruz Garcia and Nathalie Frankowski _ WAI Think Tank . Lazar Khidekel’s Landscapes at the End of the World. Climates. The Avery Review, Columbia University, 2016
- Charlotte Douglas. Aero-Art, The Planetary View: Kazimir Malevich and Lazar Khidekel
- Рыков А. В. Москва слезам не верит. Русский авангард как эстетика войны // Временник Зубовского института. 2015. Вып. 1 (14)

### Теле- и радиопередачи, публичные выступления, интервью
- Толстая Фёкла. Программа «Наблюдатель» с участием Андрея Сарабьянова, Евгении Илюхиной, Андрея Толстого и Ирины Вакар // Культура (телеканал). — 19 ноября 2013 года.
- Николаевич Сергей. Искусствовед Андрей Сарабьянов: Русский авангард сейчас переживает счастливую старость // ОТР. — 20 января 2014 года. Архивировано 27 мая 2014 года.
- Джон Боулт и Николетта Мислер о вдовах художников, исследователях и коллекционерах русского авангарда // Фонд «Устная история». — 4 марта 2014 года. Архивировано из оригинала 29 мая 2014 года.
- Архангельский Александр. Передача «Почему в России так непопулярен авангард?» в программе «Тем временем» с участием Андрея Сарабьянова, Александра Митты, Александра Кабакова, Ирины Лебедевой, Михаила Каменского и Андрея Воробьёва // Культура (телеканал). — 6 мая 2014 года.
- Телеканал «Россия-Культура»: 20 октября 2015. New broadcast about Lazar Khidekel, artist, architect and innovator, theorist and teacher
- 100 YEARS OF SUPREMATISM International conference, organized by Malevich Society, Lazar Khidekel Society, Columbia University, New York The Schapiro Center, 11—12 декабря 2015 Архивировано 27 июля 2016 года.
- Khidekel and the cosmist legacy of suprematism in architecture
- Lazar Khidekel Masterpieces // Google Arts & Culture.